# Achelia tenuipes
Achelia tenuipes är en havsspindelart som beskrevs av Stock, J.H. 1990. Achelia tenuipes ingår i släktet Achelia och familjen Ammotheidae. Inga underarter finns listade i Catalogue of Life.